# Joan Boladeras Roca
Joan Boladeras Roca (Girona, 16 de gener de 1943) és un delineant, topògraf, interiorista, dissenyador gràfic i un cineasta afeccionat.

## Biografia
Joan Boladeras Roca nasqué a Girona el 16 de gener de 1943, fill del fotògraf Francesc Boladeras Molinas, i germà del també fotògraf, Josep Maria Boladeras Roca. Als 10 anys d'edat va entrar a formar part del moviment escolta i als 16 anys va exercir de professor de català en diverses institucions parroquials i entitats excursionistes. Es va formar en el camp del dibuix i va començar la seva activitat professional com a delineant. Més endavant, es va formar en altres disciplines com la topografia i la decoració d'interiors.
Als 19 anys, fundà juntament amb Antoni Domènec, Joan Gelada i Joan Bosch, la llibreria Les Voltes, inaugurada l'any 1963. Durant aquesta època, Joan Boladeras i la resta de socis de la llibreria van ser els primers de la ciutat en instal·lar una parada de llibres i roses per la diada de Sant Jordi, davant de la botiga de joguines Can Perich. Als 22 anys, es va establir amb el seu soci, Xavier Codina, en un despatx a Girona com a interiorista i grafista, tot i que va ser aquesta segona activitat la que s'acabaria imposant. En la seva faceta de dissenyador gràfic, fou autor d'un bon nombre de cartells i portades de llibre.
La seva afició pel cinema, li arribà en tornar del servei militar, moment en què el seu pare li va regalar una càmera de filmar. La majoria de les seves pel·lícules són curtmetratges rodats en un cap de setmana, mentre que el seu projecte més ambiciós, la pel·lícula Sol, va restar inacabada. Alguns dels seus curtmetratges van ser presentats a concursos de cinema amateur i projectats en les "edicions orals" de la revista Presència a la Casa de Cultura de Girona. També, va participar com a ajudant de direcció en alguns rodatges del cineasta Jordi Lladó, com ara És ben difícil de matar el petit monstre que tots portem a dintre o Un laberinto. Tal com el seu pare Francesc i el seu germà Josep Maria, Joan també fou membre de l'Agrupació Fotogràfica i Cinematogràfica de Girona i Província (AFIC). Allí formà part de la junta del cine club.
El març de 1976, es fundà l'Assemblea Democràtica d'Artistes de Girona (ADAG). Joan Boladeras fou una de les trenta-cinc persones que en firmaren el manifest fundacional, juntament amb el seu germà Josep Maria Boladeras i artistes destacats com Enric Ansesa i Gironella, Francesc Torres i Monsó i Narcís Comadira i Moragriega, entre d'altres. Com a artista, participà en les dues exposicions "Insòlit" dels anys 1964 i 1967, conjuntament amb els artistes Jesús Maria Guixart, Jordi Gimferrer, Lluís Güell, Antoni Mercader, Josep Perpinyà, Jordi Soler, Josep Tarrés, Carles Vivó i Narcís Comadira, i en l’exposició “Tants caps tants barrets”, totes tres realitzades a les Sales Municipals d’Exposició de Girona.

## Fons cinematogràfic
El 18 de març de 2005, Joan Boladeras va cedir al Centre de Recerca i Difusió de la Imatge (CRDI) de l'Arxiu Municipal de Girona, dinou pel·lícules cinematogràfiques, per tal que se'n fessin reproduccions digitals que quedessin custodiades al centre. Es tracta de pel·lícules datades entre els anys 1963 i 1982, quinze de les quals realitzades pel mateix Joan Boladeras, dues pel seu pare Francesc Boladeras i tres pel seu amic Joan Gelada, una d'aquestes realitzada conjuntament amb Joan Boladeras. Entre les pel·lícules, s'hi troben quatre curtmetratges de ficció dirigits per Joan Boladeras. La resta són documentals, com ara el dedicat a les sepultures del Cementiri Vell de Girona dels republicans afusellats durant el franquisme o el reportatge de l'últim viatge del Tren d'Olot. A més, també hi ha pel·lícules familiars i un videoclip de la cançó de Raimon, Societat de consum, realitzat conjuntament entre Joan Boladeras i Joan Gelada.